# Alshehbazia
Alshehbazia je biljni rod iz porodice krstašica, smješten u tribus Eudemeae. Jedina vrsta je trajnica žutih cvjetova, A. hauthalii, iz Argentine i Čilea.
Prvi puta opisana je 1909. kao Eudema hauthalii.

## Sinonimi
- Brayopsis hauthalii (Gilg & Muschl.) Skottsb.
- Brayopsis skottsbergii Gilg
- Eudema hauthalii Gilg & Muschl.
- Onuris hauthalii (Gilg & Muschl.) Al-Shehbaz